# Katherine Hayles

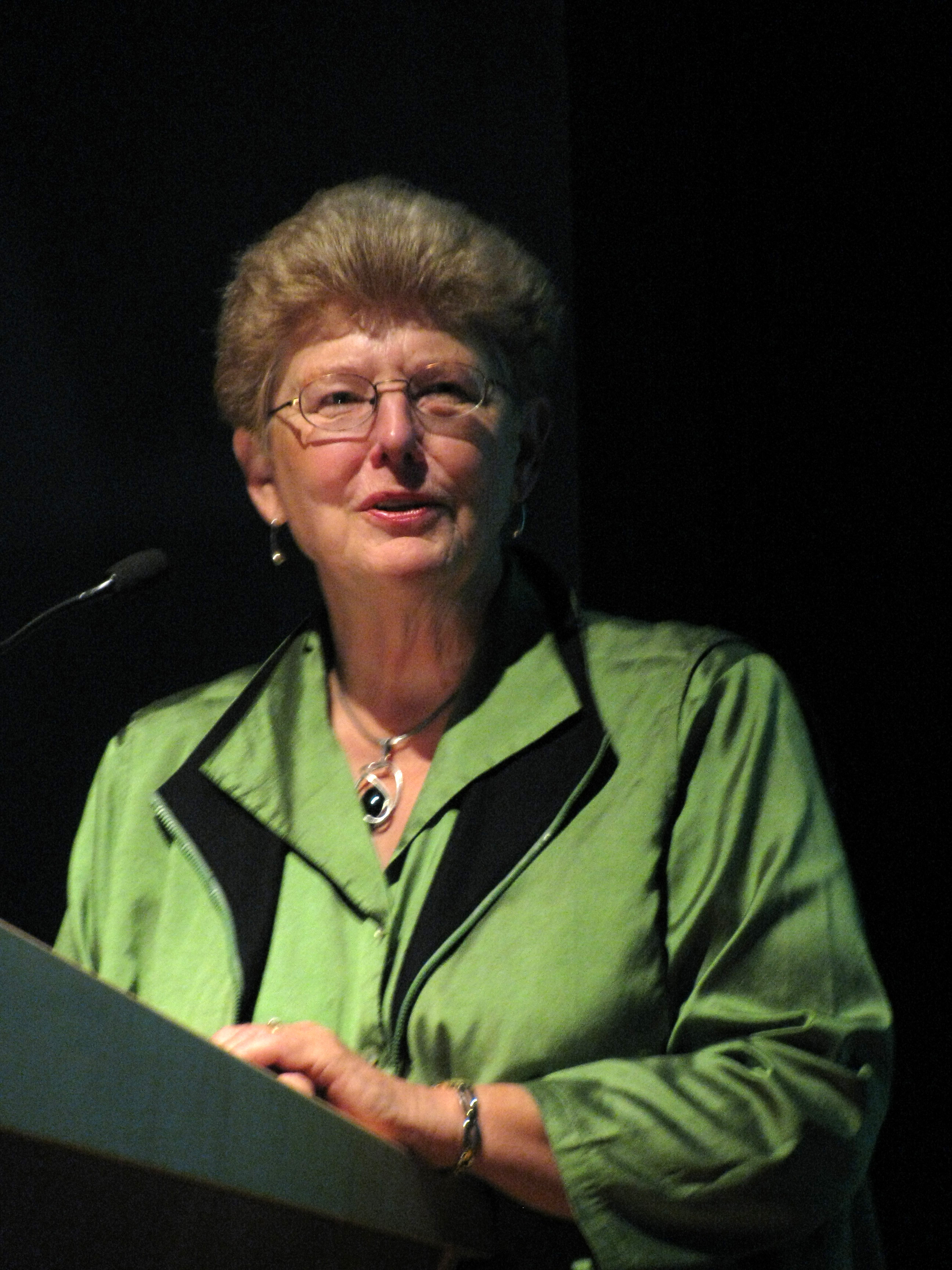
Katherine Hayles

N. Katherine Hayles (16 december 1943) is een postmodern literair criticus, die het meest bekend is door haar bijdragen op het gebied van literatuur en wetenschap, elektronische literatuur en Amerikaanse literatuur. Ze is professor en directeur van de Letteren faculteit van de Duke University.

## Achtergrond
Hayles werd geboren in Saint Louis, Missouri. Ze ontving haar Bachelor of Science in Chemistry van het Rochester Institute of Technology in 1966, en haar Master in Chemistry van het California Institute of Technology in 1969. Ze werkte in 1966 als researchchemicus bij Xerox Corporation en als chemisch onderzoeksconsulent bij Beckman Instrument Company van 1968-1970. Hayles maakte een carriereswitch en ontving haar Master in English Literature van Michigan State University in 1970, en haar Ph.D. in Engelse literatuur van de universiteit van Rochester in 1977. Zij is een sociaal en literair criticus.

## Carrière
Haar onderzoek richt zich primair op de 'relaties tussen wetenschap, literatuur en technologie'. Hayles heeft lesgegeven aan de UCLA, de University of Iowa, de University of Missouri-Rolla, het California Institute of Technology en het Dartmouth College. Van 2001 tot 2006 was zij de faculteitsdirecteur van de Electronic Literature Organization.

## Sleutelbegrippen

### Menselijk en posthumaan
Hayles ziet de begrippen 'menselijk' en 'posthumaan' als constructen die voortkomen uit specifieke historische opvattingen over technologie, cultuur en belichaming; 'menselijke' en 'posthumane' visies leiden elk tot een eigen soort subjectiviteit. In dit kader is 'mens' in overeenstemming met de Verlichtingsnoties van liberaal humanisme, inclusief de nadruk op het 'natuurlijke zelf' en de vrijheid van het individu. Omgekeerd gaat het posthumane niet uit van een 'natuurlijk' zelf en komt het tevoorschijn wanneer menselijke intelligentie wordt geconceptualiseerd als een coproductie met intelligente apparaten. De posthumane visie waardeert volgens Hayles informatie hoger dan materialiteit. Ook is het bewustzijn in deze visie een randverschijnsel en is het lichaam als een prothese voor de geest. In het bijzonder suggereert Hayles dat in de posthumane zienswijze "er geen essentiële verschillen of absolute scheidslijnen zijn tussen lichamelijk bestaan en computersimulatie…" Het posthumane komt aldus naar voren als een deconstructie van het liberaal-humanistische begrip 'mens'. Hayles heeft weinig op met de idee dat het vastleggen van menselijke kennis met computers een vorm van onsterfelijkheid creëert. In plaats daarvan kiest ze voor een specificatie binnen het kader van het posthumane. In dit kader kan men de mogelijkheden van informatietechnologie omarmen zonder de bijgedachten aan oneindige macht en onsterfelijkheid, noties die vaak gekoppeld worden aan technologie en in traditioneel niet in verband worden gebracht met het mens-zijn.
Dit idee van het posthumane sluit aan bij het creëren van de feedbacklus met behulp van cybernetica, waarmee mensen via een blackbox kunnen communiceren met technologie en er een geheel mee vormen. Daarom koppelt Hayles dit aan een algemene culturele perceptie van virtualiteit en een voorkeur voor informatie in plaats van materialiteit.

### Belichaming en materialiteit
Hoewel zij de verschillen tussen "menselijk" en "posthumaan" opsomt, let Hayles er wel op dat beide perspectieven zich bezighouden met het wissen van belichaming van subjectiviteit. In de liberale humanistische visie, is kennis belangrijker dan het lichaam, dat wordt gezien als een object om te bezitten en te beheersen. Ondertussen verbeelden populaire opvattingen van de cybernetische posthumane het lichaam als slechts een houder voor informatie en code. Door de overeenstemming tussen deze twee perspectieven, gebruikt Hayles How We Became Posthuman om de sociale en culturele processen en praktijken te onderzoeken die hebben geleid tot het conceptualiseren van informatie als zijnde gescheiden van het materiaal waaruit het gevormd is. Aan de hand van diverse voorbeelden, zoals Turing's Imitation Game, Gibson's Neuromancer en cybernetische theorie, traceert Hayles de geschiedenis van wat zij noemt "de culturele perceptie dat informatie en materialiteit conceptueel verschillend zijn en dat informatie in zekere zin essentieel, belangrijker en meer fundamenteel is dan materialiteit. " Door de opkomst van een dergelijk denken te traceren en door te kijken naar de manier waarop bijvoorbeeld literaire en wetenschappelijke teksten zich voorstelden, de mogelijkheid om het menselijk bewustzijn in een computer te downloaden, probeert Hayles de informatie / materiaalscheiding lastig te vallen en in haar woorden, "... weer datgene in beeld te brengen dat nog steeds wordt gewist in hedendaagse discussies over cybernetische onderwerpen." In dit opzicht is het posthumane subject onder de voorwaarde van virtualiteit een 'amalgaam, een verzameling heterogene componenten, een materiaal-informatieve entiteit waarvan de grenzen een voortdurende constructie en reconstructie ondergaan'. Hayles onderscheidt "belichaming" van het concept van "het lichaam" omdat "in tegenstelling tot het lichaam de belichaming contextueel is, verstrikt in de specifieke kenmerken van plaats, tijd, fysiologie en cultuur, die samen de uitvoering vormen." Hayles onderzoekt specifiek hoe verschillende science fiction-romans een verschuiving in de conceptie van informatie beschrijven, met name in de dialectiek van aanwezigheid / afwezigheid in de richting van patroon / willekeur. Ze schetst deze verschuivingen om te laten zien hoe ideeën over onttrekking en informatie een 'lokale bewoning' hebben en 'belichaamd' zijn in de verhalen. Hoewel ideeën over 'informatie' die uit de context worden gehaald abstracties maken over het menselijk 'lichaam', plaatst het lezen van science fiction dezelfde ideeën in 'belichaamd' verhaal.'

## Academische beoordeling
Binnen het veld van Posthuman Studies, werd Hayles' How We Became Posthuman beschouwd als "de kerntekst die posthumanisme die voor brede internationale aandacht zorgde". In de jaren sinds dit boek werd gepubliceerd, werd het zowel geprezen als bekritiseerd door geleerden die haar werk vanuit verschillende invalshoeken hebben bekeken, waaronder die van cybernetische geschiedenis, feminisme, postmodernisme, culturele en literaire kritiek, en artikelen in de populaire pers over de veranderende relaties van mensen met technologie.

### Schrijfstijl, organisatie en reikwijdte
De reacties op de schrijfstijl van Hayles, de algemene organisatie en de reikwijdte van het boek zijn gemengd. Het boek wordt over het algemeen geprezen voor het weergeven van diepte en ruimte in het combineren van wetenschappelijke ideeën en literaire kritiek. Linda Brigham van de Kansas State University beweert dat Hayles erin slaagt om de tekst "door divers, historisch controversieel terrein heen te leiden door middel van een zorgvuldig opgebouwde en opzettelijke organisatiestructuur." Sommige geleerden vonden haar proza moeilijk te lezen of te gecompliceerd. Andrew Pickering beschrijft het boek als "hard going" en het ontbreken van "eenvoudige presentatie." Dennis Weiss van het York College in Pennsylvania beschuldigt Hayles van 'een onnodig ingewikkeld raamwerk voor het denken over het lichaam', bijvoorbeeld door termen als 'lichaam' en 'belichaming' dubbelzinnig te gebruiken. Weiss geeft echter toe dat ze science fiction overtuigend gebruikt om te laten zien hoe "de eng gerichte, abstracte constellatie van ideeën" van cybernetica circuleert door een bredere culturele context. Craig Keating van het Langara College stelt daarentegen dat de onbekendheid van sommige teksten hun vermogen om als geleider voor wetenschappelijke ideeën te fungeren, in twijfel trekt.

### Ontvangst van feministische ideeën
Verschillende geleerden die How We Became Posthuman bespraken, benadrukten de sterke en zwakke punten van haar boek met betrekking tot de relatie tot feminisme. Amelia Jones van de University of Southern California beschrijft het werk van Hayles als reactie op het misogynistische discours op het gebied van cybernetica. Zoals Pickering schreef, daagt Hayles' opwaardering van een 'belichaamd posthumanisme' de cybernetica -'vergelijking van de menselijkheid met onstoffelijke informatie' uit, door 'nog een mannelijke truc te zijn voor feministen die de miskenning van lichamelijke arbeid van vrouwen moe zijn'. Stephanie Turner van de Purdue University beschreef Hayles' werk ook als een kans om de heersende opvattingen over het menselijke subject die ervan uitgingen dat het lichaam blank, mannelijk en Europees was, te betwisten, maar suggereerde dat de dialectische methode van Hayles te veel interpretatierisico's zou kunnen hebben, waardoor enkele vragen niet beantwoord zouden worden over "welke interventies de beste richtingen beloven om te nemen."

### Ontvangst van Hayles' constructie van het posthumane subject
Beoordelaars waren het niet eens over Hayles' constructie van het posthumane onderwerp. Weiss beschrijft het werk van Hayles als een uitdaging voor de simplistische dichotomie van menselijke en post-menselijke onderwerpen om de relatie tussen menselijke wezens en intelligente machines te heroverwegen, maar suggereert ook dat in haar poging om haar visie op het posthumane te onderscheiden van de "realist, objectivistische epistemologie kenmerkend voor cybernetica van de eerste golf ", valt ook zij terug op het universalistische discours, deze keer gebaseerd op hoe de cognitieve wetenschap in staat is om de" ware aard van het zelf "te onthullen. Jones beschrijft op dezelfde manier het werk van Hayles als reactie op de uittreding van cybernetica van het menselijke subject door door te slaan naar een aandrang op een 'fysieke realiteit' van het lichaam, los van het discours. Jones voerde aan dat de realiteit nogal "bepaald is in en door de manier waarop we de wereld bekijken, articuleren en begrijpen".

### Materialiteit van informatie
In termen van de kracht van Hayles' argumenten met betrekking tot de terugkeer van materialiteit naar informatie, uitten verschillende geleerden twijfel over de geldigheid van de aangeleverde gronden, met name de evolutionaire psychologie. Keating beweert dat terwijl Hayles evolutionair psychologische argumenten volgt om te pleiten voor het overwinnen van de uittreding van kennis, ze "geen goede reden biedt om deze stelling te onderbouwen". Brigham beschrijft de poging van Hayles om autopoietische circulariteit te verbinden met "een tekortkoming in Maturana's poging om evolutionaire verandering te verklaren" als ongerechtvaardigd. Weiss suggereert dat ze de fout maakt 'te dicht bij het realistische, objectivistische discours van de wetenschappen te blijven', dezelfde fout die ze Weiner en Maturana verwijt.

## Onderscheidingen (selectie)
- Writing Machines: Susanne Langer Award for Outstanding Scholarship
- How We Became Posthuman: Virtual Bodies in Cybernetics, Literature and Informatics: René Wellek Prize for the best book in literary theory for 1998–1999
- Eby Award for Distinction in Undergraduate Teaching, UCLA, 1999
- Luckman Distinguished Teaching Award, UCLA, 1999
- Bellagio Residential Fellowship, Rockefeller Foundation, 1999
- Distinguished Scholar Award, University of Rochester, 1998
- Medal of Honor, University of Helsinki, 1997
- Distinguished Scholar Award, International Association of Fantastic in the Arts, 1997
- "A Guggenheim Fellowship, two NEH Fellowships, a Rockefeller Residential Fellowship at Bellagio, a fellowship at the National Humanities Center and two Presidential Research Fellowships from the University of California."[23]